# Prima Nocte (album)
 For alternative betydninger, se Prima Nocte. (Se også artikler, som begynder med Prima Nocte)
Prima Nocte er det tredje album fra Suspekt som blev udgivet 1. oktober 2007. Ligesom de foregående to plader er denne også produceret af Rune Rask og Troo.L.S, som også medvirker på flere numre. Udgivelsen af dette album, blev offentligtgjort på Roskilde festivalen hvor de optrådte i 2007. Prima Nocte er latin og betyder "første nat".

## Spor
1. Numero Uno
2. Prima Nocte
3. Proletar (Hvor Jeg Står)
4. Rådne Minder
5. Klam Fyr
6. Fuck Af feat. U$O & L.O.C.
7. Midt I En Drøm
8. Din Største Fan feat. L.O.C.
9. Sut Den Op Fra Slap
10. Nulpunktet
11. Stikkeren Er Et Kamera feat. Marwan
12. Det Ikk Vores
13. Amore Infelice
14. Tabuisme